# 小行星19416
小行星19416（19416 Benglass）是一颗绕太阳运转的小行星，为主小行星带小行星。该小行星于1998年3月20日发现。

## 轨道参数
小行星19416的轨道半长轴为2.4067713 UA，离心率为0.070。